# Цейлонская скрытоухая агама
Цейлонская скрытоухая агама (лат. Otocryptis wiegmanni) — вид ящериц семейства агамовые. Видовое латинское название дано в честь немецкого зоолога Аренда Вигмана (1802—1841).

## Описание
Общая длина достигает 22 см, длина хвоста 15 см. Длина головы больше её ширины. Конечности очень длинные и стройные с очень большой, четвёртый палец длиннее третьего. Хвост круглый, стройный, покрытый ровной чешуёй. Окраска тела изменчива — от тёмно-коричневого до красновато-коричневого, голова красновато-коричневая. Между глазами имеются тёмные поперечные полосы, также тёмные полосы, заметные лучше у молодых агам, присутствуют на спине. Горло у самок иногда с тёмно-синим оттенком. У самцов на горловом мешке имеются чёткие бордовые участки или бахрома. Конечности светло-коричневые, хвост невыразительный с широкими тёмными полосами.

## Образ жизни
Любит лесистые, влажные места, встречается в садах. Обитает на высотах до 1340 метров над уровнем моря. Достаточно подвижная агама. Практически всё время проводит на земле. Хорошо бегает по земле и лазает по деревьям и кустарникам. Питается насекомыми, их личинками, побегами растений, мелкими гекконами.

## Размножение
Это яйцекладущая ящерица. В октябре-январе самка зарывает в землю 3—5 яиц размером 10—17 х 7—7,5 мм. Через 57—70 дней появляются молодые агамы.

## Распространение
Эндемик острова Шри-Ланка. Живёт в центральной, южной и западной частях острова.